# Dánsko na Letních olympijských hrách 1964
Dánsko se účastnilo Letní olympiády 1964 v japonském Tokiu. Zastupovalo ho 60 sportovců (53 mužů a 7 žen) v 10 sportech.

## Medailisté
| Medaile | Jméno                                               | Sport      | Soutěž                                   |
| ------- | --------------------------------------------------- | ---------- | ---------------------------------------- |
| Zlato   | Ole Berntsen Christian von Bülow Ole Poulsen        | Jachting   | Muži Dragon Class                        |
| Zlato   | John Hansen Bjørn Hasløv Erik Petersen Kurt Helmudt | Veslování  | Muži čtyřka bez kormidelníka             |
| Stříbro | Kjeld Rodian                                        | Cyklistika | Muži silniční závod jednotlivců          |
| Bronz   | Peer Nielsen John Sørensen                          | Kanoistika | Muži C-2 1 000 m                         |
| Bronz   | Henning Wind                                        | Jachting   | Muži Finn Class                          |
| Bronz   | Preben Esaksson                                     | Cyklistika | Muži 4 000 m stíhací závod (jednotlivci) |